# Ingeborg Liljeblad
Ingeborg Liljeblad, född 17 oktober 1887 i Helsingfors, död där 28 februari 1942, var en finländsk operasångerska (sopran). Hon var gift med Leo Funtek, med vilken hon hade dottern, översättaren Gemma Snellman.
Liljeblad var elev av Etelka Gerster i Berlin, var 1911–1913 anställd vid hovoperan i Mannheim och 1913–1914 vid operan i Hamburg samt konserterade i nordiska länder (i Stockholm musikåret 1918–1919). Hon var sångpedagog vid Sibelius-Akademin 1927–1942.
Hennes mor var sångerskan Elise Hellberg (1861–1927).